# Leka med elden
Leka med elden är ett drama av August Strindberg, skriven 1892. Pjäsen, en enaktare av författaren rubricerad som komedi, fick sin urpremiär på Lessingteatern i Berlin den 3 december 1893. Reaktionerna på pjäsen var synnerligen negativa, då den uppfattades som alltför frispråkig. Till kritikerna hörde Karl Warburg som skrev: ”Personerna tala rent ut om sina intima förhållanden och gärningar, under det man i lifvet vanligen omskrifver dylikt i mera dämpade toner.”  Pjäsen skildrar diverse erotiska förvecklingar på en badort.
Pjäsen gavs ut första gången i tryckt form 1897, i textsamlingen Tryckt och otryckt. Den svenska premiärföreställningen dröjde till 1907, då den sattes upp på Grand Restaurang National i Stockholm.